# Lyons Switch
Lyons Switch és una concentració de població designada pel cens dels Estats Units a l'estat d'Oklahoma. Segons el cens del 2000 tenia 227 habitants.

## Demografia
Segons el cens del 2000, Lyons Switch tenia 227 habitants, 90 habitatges, i 68 famílies. La densitat de població era de 10,6 habitants per km².
Dels 90 habitatges en un 32,2% hi vivien nens de menys de 18 anys, en un 53,3% hi vivien parelles casades, en un 14,4% dones solteres, i en un 24,4% no eren unitats familiars. En el 23,3% dels habitatges hi vivien persones soles el 12,2% de les quals corresponia a persones de 65 anys o més que vivien soles. El nombre mitjà de persones vivint en cada habitatge era de 2,52 i el nombre mitjà de persones que vivien en cada família era de 2,93.
Per edats la població es repartia de la següent manera: un 27,3% tenia menys de 18 anys, un 4,4% entre 18 i 24, un 23,3% entre 25 i 44, un 30,4% de 45 a 60 i un 14,5% 65 anys o més.
L'edat mediana era de 40 anys. Per cada 100 dones de 18 o més anys hi havia 111,5 homes.
La renda mediana per habitatge era de 26.458 $ i la renda mediana per família de 31.667 $. Els homes tenien una renda mediana de 26.250 $ mentre que les dones 16.250 $. La renda per capita de la població era de 15.148 $. Entorn del 6,7% de les famílies i l'11,5% de la població estaven per davall del llindar de pobresa.

## Poblacions properes
El següent diagrama mostra les poblacions més properes.